# Teucholabis (Teucholabis) talamancana
Teucholabis (Teucholabis) talamancana is een tweevleugelige uit de familie steltmuggen (Limoniidae). De soort komt voor in het Neotropisch gebied.